# Ptychoptera formosensis
Ptychoptera formosensis är en tvåvingeart som beskrevs av Alexander 1924. Ptychoptera formosensis ingår i släktet Ptychoptera och familjen glansmyggor.
Artens utbredningsområde är Taiwan. Inga underarter finns listade i Catalogue of Life.